# Верхние Халчи
Ве́рхние Халчи́ — село в Фатежском районе Курской области. Входит в состав Солдатского сельсовета. Постоянное население — 126 человек (2010 год).

## География
Расположено в 19 км к юго-западу от Фатежа в верховье реки Холчи, притока Усожи. Высота над уровнем моря — 179 м. В 2006 году до села была проложена асфальтированная автомобильная дорога.
Климат
Верхние Халчи, как и весь район, расположено в поясе умеренно континентального климата с тёплым летом и относительно тёплой зимой (Dfb в классификации Кёппена).
| Показатель                                                                     | Янв. | Фев. | Март | Апр. | Май  | Июнь | Июль | Авг. | Сен. | Окт. | Нояб. | Дек. | Год  |
| ------------------------------------------------------------------------------ | ---- | ---- | ---- | ---- | ---- | ---- | ---- | ---- | ---- | ---- | ----- | ---- | ---- |
| Средний суточный максимум, °C                                                  | −4,2 | −3,3 | 2,4  | 12,7 | 19   | 22,3 | 24,9 | 24,2 | 17,8 | 10,2 | 3,2   | −1,3 | 10,7 |
| Средняя температура, °C                                                        | −6,2 | −5,7 | −1   | 8    | 14,4 | 18,1 | 20,6 | 19,7 | 13,7 | 7    | 1     | −3,2 | 7,2  |
| Средний суточный минимум, °C                                                   | −8,6 | −8,7 | −4,9 | 2,6  | 9    | 12,9 | 15,7 | 14,7 | 9,6  | 3,9  | −1,2  | −5,4 | 3,3  |
| Норма осадков, мм                                                              | 51   | 45   | 47   | 51   | 62   | 72   | 78   | 56   | 59   | 58   | 48    | 50   | 677  |
| Источник: Погода по месяцам c ru.climate-data.org(дата обращения: Ноябрь 2021) |      |      |      |      |      |      |      |      |      |      |       |      |      |

Часовой пояс
Село Верхние Халчи, как и вся Курская область, находится в часовой зоне МСК (московское время). Смещение применяемого времени относительно UTC составляет +3:00.

## Этимология
По мнению филолога А. И. Ященко топоним «Халчи / Холчи» имеет тюркское происхождение и буквально означает «река в пустынном месте». Село получило название от своего расположения в верховье реки Холча в Холчёвской степи. До начала XVIII века по этой местности проходил путь крымских татар, совершавших набеги на Московское государство. В старину село называлось Вышние Холчи, Дмитриевское-на-Холчах, Казанские Холчи. Последние 2 варианта названия связаны с местным храмом, который в разное время был освящён в честь Димитрия Солунского и Казанской иконы Божией Матери.

## История

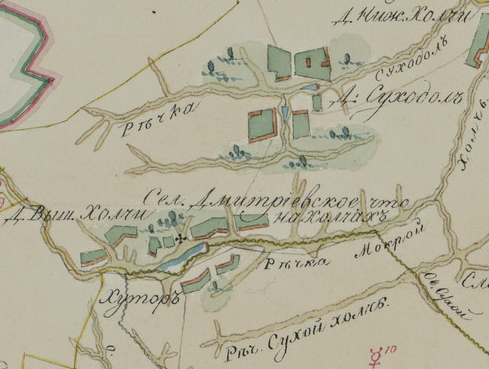
д. Вышние Халчи и с. Дмитриевское-на-Халчах на карте 1785 года

В XVII веке на месте будущего села Верхние Халчи существовал небольшой починок, принадлежавший Никите, Малею и Сысою Волобуевым. Однако к 1680-м годам это селение было заброшено. В 1683 году починок и окрестные земли были отказаны (пожалованы) по челобитной служилым людям Андрею Селуянову, Ивану Иванову, Анисиму Леонтьеву, Ивану Клементьеву, Дементию Авдееву, Степану Терентьеву и Акиму Архипову детям Волобуевым, Ермолу Спиридонову сыну Мезенцову, Дементию и Воину Семёновым детям Храмцовым, Петру Иванову сыну Коротееву и Кондратию Алексееву сыну Шетохину. Вскоре здесь стали получать земли и другие служилые люди. Например, в 1701 году здесь получили поместья Даниил Сергеев сын Быканов, Григорий Иванов, Фёдор Алфимов, Панкрат Осипов, Филипп Осипов и Антип Тимофеев дети Воронцовы, Алексей Никонов и Савва Дементьев дети Савенковы, Прокофий Евсеев сын Лунёв. Таким образом, село Верхние Халчи сформировалось в конце XVII — начале XVIII века.
В XVIII—XIX веках нынешние Верхние Халчи состояли из двух частей: деревни Вышние Холчи и села Дмитриевского-на-Холчах.
По данным 1-й ревизии 1719 года в Верхних Халчах жили однодворцы Волобуевы (8 дворов), Дюкоревы (3 двора), Быкановы, Морозовы, Павловы, Храмцовы (по 2 двора), Брежневы, Воронцовы, Гревцовы, Долгие, Гнетневы, Коротеевы, Лунёвы, Русановы, Фарафоновы (по 1 двору) — всего 181 однодворец мужского пола в 25 дворах. Также здесь проживало 56 крепостных мужского пола, принадлежавших помещику Ивану Кирилловичу Ярыгину. С учётом женского пола население Верхних Халчей составляло около 450 человек. В то время в селе действовал православный храм Димитрия Солунского. 
До 1779 года село входило в состав Усожского стана Курского уезда. В 1779—1924 годах в составе Фатежского уезда Курской губернии.
По данным 8-й ревизии 1834 года однодворцы Верхних Халчей входили в подчинение Шаховской казённой волости Фатежского уезда.
По данным 9-й ревизии 1850 года в Верхних Халчах жили однодворцы Волобуевы (11 дворов), Фарафоновы (7 дворов), Быкановы, Францовы (по 5 дворов), Лунёвы (4 двора), Лукьянчиковы, Сухочевы (по 2 двора), Аникеевы, Долгие, Емельяновы, Ефановы, Морозовы, Павловы, Полянские, Пробенковы, Солнцевы, Сотниковы, Чунихины, Щёкины (по 1 двору) — всего 547 человек (253 мужчины и 294 женщины) в 48 дворах. В то время местные однодворцы входили в подчинение Сдобниковской казённой волости. Крепостными крестьянами села в это же время владели несколько помещиков: капитан Михаил Головачёв (35 душ мужского пола), князь Захар Кугушев (62 д.м.п.), майор Станислав Алексеевич Маковнев (48 д.м.п.), жена титулярного советника Наталья Бондарцева (15 д.м.п.), жена капитана Елена Рошток (34 д.м.п.). 
В 1861—1924 годах село было административным центром Дмитриевской волости Фатежского уезда. В 1862 году в Вышних Холчах было 18 дворов, проживало 244 человека (110 мужского пола и 134 женского), а в Дмитриевском — 47 дворов, проживали 694 человека (332 мужского пола и 362 женского). Также в Дмитриевском действовала православная Казанская церковь и проводилась ярмарка. К 1877 году в Вышних Холчах было 44 двора, проживали 529 человек; в Дмитриевском — 48 дворов, проживали 328 человек. В 12 верстах от Дмитриевского располагался постоялый двор. 
В 1897 году в селе проживало 1089 человек (515 мужского пола и 574 женского); всё население исповедовало православие. 
В начале XX века в селе действовала мастерская Антона Медведева по производству железных плугов по образцу Гельферих-Саде. Плуги изготавливались с колесом и без и продавались местным крестьянам по цене от 6 до 7,5 рублей.
В начале XX века в Верхних Халчах действовали 2 земские школы, открытые в 1900 и 1911 годах.
В 1911 году в Верхних Халчах было 160 дворов. Наиболее распространёнными фамилиями в селе в то время были Волобуевы (19 дворов), Быкановы, Фарафоновы, Францевы (по 10 дворов), Лукины, Лунёвы (по 8 дворов), Шпинёвы (7 дворов), Ефановы (6 дворов), Нащёкины и Сухочевы (по 5 дворов).
В 1919 году отдалённая часть Верхних Халчей, состоявшая из 22 дворов, была выделена в хутор Морозов. В 1924—1928 годах село входило в состав Алисовской волости укрупнённого Курского уезда. С 1928 года в составе Фатежского района.
В 1937 году в селе было 204 двора. Во время Великой Отечественной войны в селе располагался полевой госпиталь. По состоянию на 1955 год в Верхних Халчах находился центр колхоза имени Ворошилова. В 2012 году село было газифицировано.

## Казанский храм
С начала XVIII века в Верхних Халчах действовал православный храм, освящённый в честь Димитрия Солунского. Отсюда возникло второе название села — Дмитриевское. В 1780-е годы местный храм перенесли и освятили в честь Казанской Иконы Божьей Матери, но название села сохранилось. В 1836 году церковь была перестроена. Приход Казанского храма состоял из села Верхние Халчи и деревень Нижние Халчи и Суходол. В 1894 году приход Казанского храма посетил курский епископ Ювеналий. В 1912 году старостой Казанского храма был избран местный дворянин, депутат Государственной думы Яков Васильевич Кривцов. Храм был закрыт в 1937 году. Здание не сохранилось. На месте разрушенной церкви в 2024 году усилиями местных жителей был установлен Поклонный крест.
В Государственном архиве Курской области хранятся метрические книги Казанской церкви за 1801—1846, 1862, 1880, 1882—1884, 1888, 1889, 1892, 1894, 1903, 1904, 1906—1909, 1911, 1913, 1915 и 1916 годы.
Священники Казанского храма
- Иоанн Тимофеевич Волков (1801—1831) — в 1801 году переведён из села Кошкино Дмитриевского уезда. В 1831 году переведён в село Радубеж.
- Фёдор Переверзев (1831—1836).
- Пётр Георгиевич Казанский (1837 — после 1862).
- Александр Михайлович Зверев (до 1880 — 1892).
- Василий Алексеевич Спесивцев (1892 — после 1894).
- Гавриил Васильевич Кремпольский (до 1903 — 1906) — в 1906 году переведён в село Радубеж.
- Диодор Александрович Зверев (1907—1908) — в 1909 году переведён в село Погодино Дмитриевского уезда.
- Алексей Алексеевич Крутиков (1909—1914) — в 1909 году переведён из села Красный Клин Дмитриевского уезда.
- Виктор Феофилов (1914 — после 1916).
- Леонид Александрович Корсунский (1920—1932) — родился в 1863 году в селе Богоявленске-на-Игрищах Ярославской губернии. С мая 1919 года служил в храме Николая Чудотворца слободы Михайловки. 2 июля 1920 переведён оттуда в Казанский храм села Верхние Халчи. В 1923 году составил последнюю опись Казанского храма. Был арестован 11 мая 1932 года в селе Верхние Халчи по групповому делу «Ревнителей церкви». Умер в ссылке в 1937 году.

## Население
| 1862 | 1877 | 1897  | 1979 | 1989 | 2002 | 2010 |
| ---- | ---- | ----- | ---- | ---- | ---- | ---- |
| 938  | ↘857 | ↗1089 | ↘335 | ↘251 | ↘197 | ↘126 |

## Образование
В селе действует Верхнехалчанская основная общеобразовательная школа (открыта 20 января 1967 года). В селе 77 домов.

## Транспорт
Верхние Халчи находится в 16 км от автодороги федерального значения М2 «Крым» (Москва — Тула — Орёл — Курск — Белгород — граница с Украиной) как часть европейского маршрута E105, в 11 км от автодороги регионального значения 38К-038 (Фатеж — Дмитриев), в 2,5 км от автодороги межмуниципального значения 38Н-679 (38К-038 — Солдатское — Шуклино), на автодороге 38Н-681 (38Н-679 — Верхние Халчи), в 25 км от ближайшего ж/д остановочного пункта 552 км (линия Навля — Льгов I).
В 163 км от аэропорта имени В. Г. Шухова (недалеко от Белгорода).

## Персоналии
- Солнцев, Виктор Иванович (р. 1955) — глава города Железногорск (2007—2016). Родился в Верхних Халчах[32].